# Cliff Pennington (ishockeyspelare)
Clifford Raymond "Cliff" Pennington, född 18 april 1940 i Winnipeg, död 26 maj 2020 i Saint Petersburg, Florida, var en kanadensisk ishockeyspelare.
Pennington blev olympisk silvermedaljör i ishockey vid vinterspelen 1960 i Squaw Valley.